# Ян Томашевський
Ян Томашевський (пол. Jan Tomaszewski, нар. 9 січня 1948, Вроцлав) — колишній польський футболіст, воротар.

## Клубна кар'єра
У дорослому футболі дебютував 1960 року виступами за «Шльонськ», в якому провів два сезони.

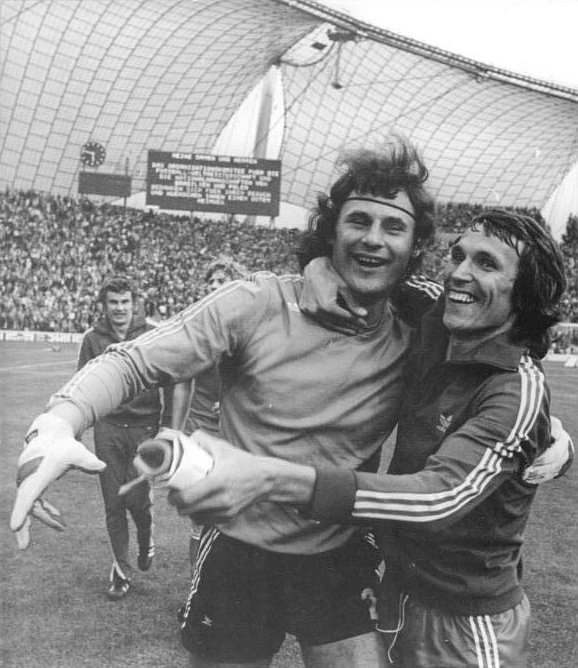
Ян Томашевський та Генрик Касперчак на ЧС-1974 після перемоги у матчі за 3 місце

З 1963 по 1972 рік грав у складі вроцлавських «Гвардії» та «Шльонська», також варшавської «Легії».
Своєю грою за «Легію» привернув увагу представників тренерського штабу клубу ЛКС (Лодзь), до складу якого приєднався 1972 року. Відіграв за команду з Лодзя наступні шість сезонів своєї ігрової кар'єри. Більшість часу, проведеного у складі лодзького ЛКС, був основним голкіпером команди.
1978 року уклав контракт із бельгійським клубом «Беєрсхот», у складі якого провів наступні три роки своєї кар'єри гравця, здебільшого виходячи на поле в основному складі команди.
Протягом 1981—1982 років захищав кольори іспанського «Еркулеса».
Завершив професійну ігрову кар'єру в клубі ЛКС (Лодзь), у складі якого вже виступав раніше. Ян вдруге прийшов до команди 1982 року і захищав її кольори до припинення виступів на професійному рівні у 1984 році.

## Статистика виступів у єврокубках
| Клуб     | Сезон   | Турнір       | Досягнення | Ігри | Голи |
| -------- | ------- | ------------ | ---------- | ---- | ---- |
| Легія    | 1971-72 | Кубок УЄФА   | 1/16       | 3    | - 4  |
| Беєрсхот | 1979-80 | Кубок кубків | 1/16       | 2    | - 2  |
| Всього   | Всього  | Всього       | Всього     | 5    | - 6  |

## Виступи за збірну
10 жовтня 1971 року дебютував в офіційних матчах у складі національної збірної Польщі. Протягом кар'єри у національній команді, яка тривала 11 років, провів у формі головної команди країни 63 матчі, пропустивши 60 голів.
У складі збірної був учасником чемпіонату світу 1974 року у ФРН, на якому команда здобула бронзові нагороди, а сам Томашевський був визнаний найкращим голкіпером турніру, та чемпіонату світу 1978 року в Аргентині. Крім того брав участь в літніх Олімпійських іграх 1976 року у місті Монреаль (Канада), на яких разом зі збірною дійшов до фіналу і став срібним призером змагань.

## Досягнення
- Найкращий воротар чемпіонату світу: 1974
- Бронзовий призер чемпіонату світу: 1974
- Срібний призер літніх Олімпійських ігор: 1976
- Срібний призер чемпіонату Польщі: 1970-71
- Бронзовий призер чемпіонату Польщі: 1971-72
- Фіналіст Кубка Польщі: 1971-72
- Володар Кубка Бельгії: 1978-79